# Кевалишвили, Ксения Евгеньевна
Ксения Евгеньевна Кевалишвили (1926, село Зени, Зугдидский уезд, ССР Грузия — неизвестно, село Зени, Хобский район, Грузинская ССР) — колхозница колхоза имени Ленина Хобского района, Грузинская ССР. Герой Социалистического Труда (1966). Депутат Верховного Совета Грузинской ССР 5-го созыва.

## Биография
Родилась в 1926 году в крестьянской семье в селе Зени Зугдидского уезда. После окончания местной школы трудилась на чайной плантации колхоза имени Ленина Хобского района. Ежегодно показывала высокие трудовые результаты в чаеводстве. В 1959 году собрала 10318 килограммов зелёного чайного листа с площади 1,08 гектара. За эти выдающиеся трудовые достижения и в связи с 50-летием Международного женского дня была награждена Орденом Ленина. С 1954 года член КПСС.
В последующие годы продолжала собирать высокий урожай чайного листа. В 1965 году досрочно выполнила личное социалистическое обязательство и плановые задания Семилетки (1959—1965) по сбору чайного листа. Указом Президиума Верховного Совета СССР от 2 апреля 1966 года удостоена звания Героя Социалистического Труда за «достигнутые успехи в развитии сельского хозяйства, промышленности и науки Грузинской ССР» с вручением ордена Ленина и золотой медали «Серп и Молот» (№ 10912).
Избиралась депутатом Верховного Совета Грузинской ССР 5-го созыва (1959—1963) и в 1986 году — делегатом XXVII съезда КПСС.
После выхода на пенсию проживала в родном селе Зени Хобского района. Дата смерти не установлена.
Награды
- Герой Социалистического Труда
- Орден Ленина — дважды (07.03.1960; 1966)
- Орден Трудового Красного Знамени (12.02.1975)
- Орден «Дружбы народов» (07.07.1986)